# Modellazione del plasma

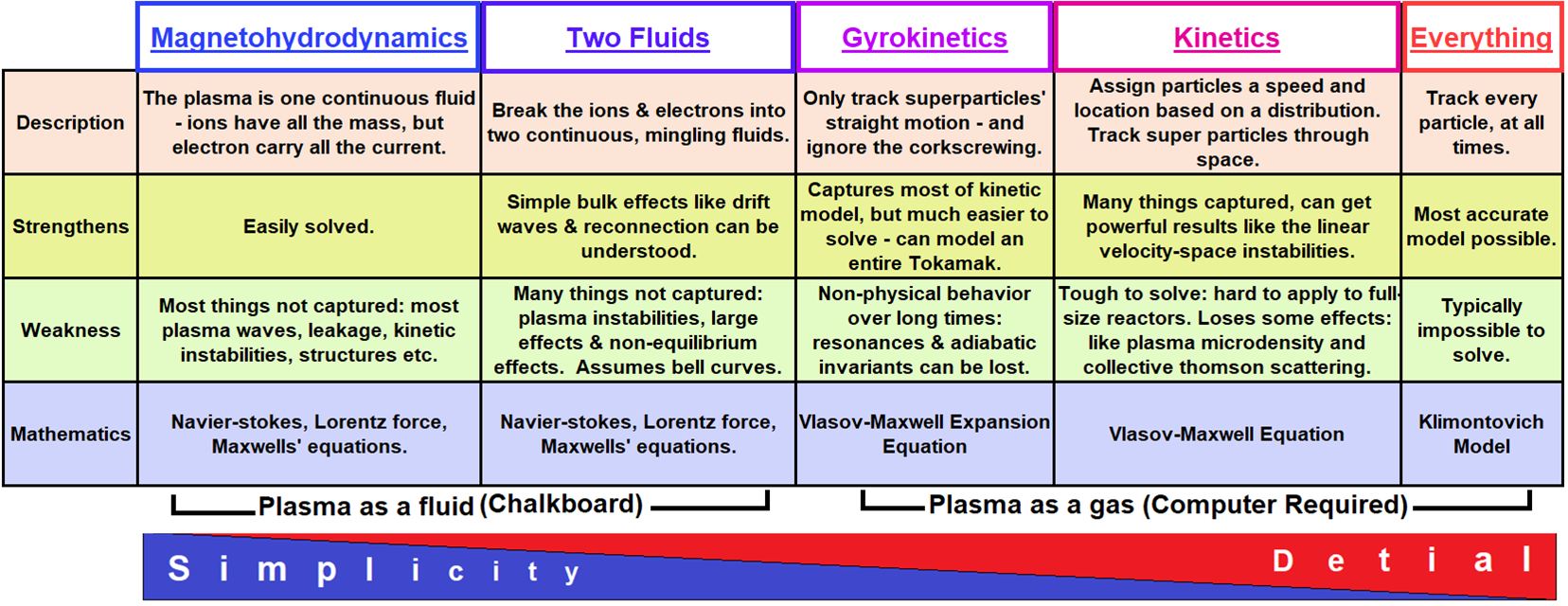
Modellazione del plasma

La modellazione del plasma si ottiene risolvendo un sistema di equazioni costitutive. Le equazioni di Navier-Stokes, in grado di descrivere il moto di un fluido, non sono sufficienti, ma vanno accoppiate con equazioni per la risoluzione del campo elettromagnetico. Esistono diversi approcci utilizzabili per descrivere il plasma, ma generalmente si possono identificare due macro categorie: modelli che descrivono gli aspetti microscopici (modelli statistici) e modelli che descrivono l'evoluzione delle grandezze medie (modelli cinetici e globali).

## Modelli statistici
I principali approcci cinetici per la descrizione del plasma sono: Metodi Monte Carlo diretti (Direct Simulation Monte Carlo - DSMC) Metodi ibridi Particle-in-Cell/Monte Carlo (PIC-MC). Questi metodi sono generalmente molto accurati in quanto descrivono il moto delle singole particelle e le loro collisioni tramite un approccio statistico. I tempi computazionali richiesti sono generalmente lunghi e possono diventare proibitivi nel caso in sui si vogliano descrivere cinetiche molto complesse. Le equazioni risolte da questi metodi sono la legge per il calcolo della forza di Lorentz (moto di ioni/elettroni) e le equazioni di Maxwell (campo elettromagnetico).

## Modelli cinetici
I modelli cinetici costituiscono l'approccio principale per la descrizione del plasma. La soluzione è una funzione di distribuzione di probabilità
{\displaystyle f({\vec {x}},{\vec {v}},t)}
dove {\displaystyle {\vec {x}}} e {\displaystyle {\vec {v}}} sono rispettivamente la posizione e la velocità. Generalmente, la soluzione viene calcolata tramite la soluzione dell'equazione di Boltzmann. Se invece si vuole includere la legge di Coulomb o una trattazione semplificata dei termini collisionali, si risolvono rispettivamente l'equazione di Vlasov o l'equazione di Fokker-Plank. Le cariche e le correnti che si generano nel plasma vengono determinate tramite l'accoppiamento della funzione di distribuzione con le equazioni di Maxwell.

## Modelli globali
Per evitare di entrare in trattazioni microscopiche dettagliate che richiedono tempi di calcolo lunghi, è possibile ricorrere ad approcci globali. Solo i fenomeni macroscopici sono descritti e invece di trattare distribuzioni di probabilità, si ha a che fare con grandezze medie. Il sistema di equazioni da risolvere include i bilanci di massa (per le singole specie considerate) e di energia. Le velocità di reazione dei processi collisionali considerati sono calcolate risolvendo l'equazione di Boltzmann o di Vlasov. In funzione del tipo di problema studiato è anche necessario includere delle equazioni per la caratterizzazione del campo elettro-magnetico (equazioni di Maxwell) o solamente del campo elettrico (equazione di Poisson) nel caso in cui il campo magnetico sia trascurabile. Infine, per chiudere il sistema di equazioni, è necessario includere la determinazione dei coefficienti di diffusione e delle mobilità elettriche.